# Paul Reichmann
Pour les articles homonymes, voir Reichmann.
Paul (Moshe Yosef) Reichmann, né le 27 septembre 1930 à Vienne et mort le 25 octobre 2013 à Toronto,,,,,,, est un homme d'affaires de nationalité canadienne et le personnage principal d'une famille ayant imprimé sa marque à de grands projets immobiliers à la fin du XXe siècle.

## Les origines familiales
La famille Reichmann est originaire de Hongrie. Dans les années 1920, Samuel Reichmann (le père de Paul) s’installe à Vienne comme marchand d’œufs dans le quartier ultra-orthodoxe de la ville.
Par un hasard incroyable, la famille est en dehors de Vienne au moment de Anschluss en 1938; tous sont ainsi sauvés et ils partent pour Paris puis pour Tanger au Maroc où Samuel s'installe comme banquier alors que Renée, la mère de Paul, s’occupe d’œuvres charitables pour sauver un maximum de juifs d’Europe de l’Est.
Paul fait des études brillantes dans plusieurs écoles talmudiques entre l’Angleterre et Israël pour devenir rabbin. Mais dès qu’il obtient son diplôme, il part à Montréal rejoindre son frère Edouard qui a créé une petite entreprise d’immobilier avec ses deux autres frères (Albert et Raph).

## Les succès en Amérique du Nord
Dès leur arrivée au Canada, Paul et Albert créent une branche à Toronto. La ville connaît dans les années 1960 une croissance rapide en tant que centre financier du Canada. Il fonde en 1964 la compagnie Olympia and York qui restera le nom du futur empire immobilier de la famille.
Le premier grand projet confié à O&Y est le "First Canadian Place" (un immeuble de bureaux de plus de 70 étages, le plus grand du Canada à l’époque). Puis Paul se tourne vers New York qui dans les années 1970 est en pleine crise de l’immobilier. Il rachète pour 300 millions de dollars d’actifs immobiliers à une société en banqueroute pour les revendre 6 ans plus tard pour 3 milliards. Il développe le complexe de Battery Park sous le nom de World Financial Center (il s’agit d’une dizaine de gratte-ciels qui entoure le World Trade Center) qui sera inauguré au début des années 1980.
En 1985, le gouvernement canadien fait appel à Reichmann pour maintenir sous pavillon canadien la compagnie pétrolière Gulf. Reichmann accepte mais il demande en contrepartie un rabais fiscal de plusieurs centaines de millions de dollars. Le dossier est éventé par la presse de Toronto qui se met alors à brûler ce qu’elle avait adoré. Un article très polémique parait alors sur les origines de la fortune de Samuel Reichmann qui aurait trafiqué avec les nazis depuis Tanger. Paul répond avec véhémence à ce qu'il nomme de la diffamation et intente des poursuites. Il obtient les excuses de la presse mais aussi un fort ressentiment des journalistes qui seront plus critique par la suite.

## Canary Wharf, grandeur et décadence
Cependant Paul et son frère Albert sont alors l’une des 10 plus grandes fortunes mondiales et suscitent encore la fascination de la presse new-yorkaise. Au sommet de la gloire, Margaret Thatcher demande personnellement à Paul de devenir le financier du grand projet immobilier de son mandat : le développement de l’Est de Londres qui devra devenir une nouvelle « City ».
Ce projet, connu sous le nom de Canary Wharf, que personne ne veut financer car aucune ligne de métro n’arrive dans la zone, va devenir le tombeau de l’empire Reichmann qui croira en Thatcher qui promet que la Jubilee Line sera ouverte rapidement (elle ne le sera que 10 ans plus tard par Tony Blair). Reichmann commence par y engloutir 5 milliards de dollars pour bâtir le projet qu’il surveille personnellement. Mais c'est surtout les 90 banques qui finissent par se lasser de l’inoccupation des locaux qui sera quasi totale entre 1985 et 1995.
Olympia & York est donc mise en faillite en 1992 laissant un trou de 20 milliards de dollars. C’est l’une des plus importantes faillites de l’Histoire. Albert décide alors de se consacrer à sa fondation pour l’aide des juifs d’Europe de l’Est et Paul, soutenu par un petit groupe de financiers fidèles (dont George Soros), arrive à reprendre le contrôle de Canary Wharf qui se révèle finalement rentable. Il revend sa part à Morgan Stanley en 2005. Aux dernières estimations, sa fortune serait encore supérieure à 1 milliard de dollars.

## Les méthodes de la famille Reichmann
Paul est caractérisé par le secret dans les affaires et une modestie qui a fasciné les médias au cours des années de gloire. Le respect de la parole donnée semble être aussi au centre de sa vision des affaires. Cela correspond aux méthodes propres aux ultra-orthodoxes ashkénazes. Il utilisera sa fortune pour les œuvres juives du monde entier et refusera que ses employés travaillent les jours de fêtes juives et de shabbat.
Une part d'ombre reste sur les relations de la famille Reichmann avec les pouvoirs politiques. Les projets sont souvent pharaoniques et donc politiquement sensibles. Les avantages obtenus du pouvoir politique semblaient à la limite de la loi :
- les premiers contrats obtenus sur Montréal ont été exécutés sans respecter les plans d'urbanisme de l'époque (notamment en matière de nombre d'étages)
- l'attribution du contrat d'aménagement de Battery Park a été négocié en contrepartie du rachat d'emprunts émis par la mairie de New York qui était, à l'époque, en quasi-banqueroute
- l'affaire du rabais fiscal attribué par le gouvernement canadien pour le rachat de la Gulf
- les négociations avec Margaret Thatcher pour Canary Wharf se sont faites directement au 10 Downing Street pendant de longues discussions

Paul Reichmann semble avoir, vers la fin de sa carrière, souffert d’un sentiment d’infaillibilité qui a contribué à son échec. Il a aussi commis l'erreur de vouloir garder le contrôle personnel de tous ses immeubles et de les financer à court terme. Il restera dans l'histoire du capitalisme anglo-saxon comme un joueur de grand talent, qui a toujours su remettre sur le tapis beaucoup plus que son propre argent pour pouvoir établir des « projets extraordinaires et à la limite de l’impossible » (selon ses termes lors d’une conférence de presse sur Canary Wharf).

## Décès
Paul Reichmann décède à Toronto, le vendredi 25 octobre 2013. Ses funérailles ont lieu, à Toronto, le samedi soir 26 octobre 2013, au Bais Yaakov Elementary School (15 Saranac Boulevard), avant qu'il soit enterré à Jérusalem, au cimetière du Mont des Répits.
Son épouse, Lea Reichmann (née Feldman), née à Londres en 1938, est morte à Toronto, le dimanche 27 mai 2024, à l'âge de 86 ans. Elle est enterrée à Jérusalem, au cimetière du Mont des Répits, le 28 mai 2024 (20 Iyar 5784)  Paul Reichmann avait épousé Lea Feldman, en 1956, à  Montreux, en Suisse.
Le couple Reichmann a 3 filles: Chaya Muller (épouse de Yisroel Yoel Muller), Goldie Hauer (épouse de Shmuli Hauer), Libby Brachfeld (épouse de Henoch Brachfeld), et 2 fils: Beri Reichmann et le rabbin Yechezkel (Chesky) Reichmann.